# Diplosynapsis cellatus
Diplosynapsis cellatus là một loài ruồi trong họ Asilidae. Diplosynapsis cellatus được Schiner miêu tả năm 1868. Loài này phân bố ở vùng Tân nhiệt đới.